# Ašantsko carstvo
Ašantsko carstvo (ašantski tvi: Asanteman) bilo je akansko carstvoi kraljevstvo od 1670 do 1957 u današnjoj Gani. Ono se proširilo iz Ašantskog regiona i obuhvatalo je regiju Brong-Ahafo, Centralnu regiju, Istočnu regiju, područje Velike Akre i Zapadnu regiju današnje Gane. Zbog vojne carske moći, bogatstva, arhitekture, sofisticirane hijerarhije i kulture, Kraljevstvo Ašanti je detaljno proučeno i ima više istoriografija evropskih, pre svega britanskih autora, nego bilo koja druga autohtona kultura Podsaharske Afrike.
Počev od kasnog 17. veka, kralj Ašantije Osei Tutu (oko 1695. - 1717) i njegov savetnik Okomfo Anokje osnovali su kraljevstvo Ašanti, sa zlatnim stolicom Asante kao jedinim obedinjavajućim simbolom. Osei Tutu je izvršio masovno teritorijalno širenje Ašantija, stvarajući vojsku uvođenjem nove organizacije i pretvaranjem disciplinovane kraljevske i paravojne vojske u efikasnu borbenu mašinu. Godine 1701, Ašantska vojska je osvojila Denkjiru, pruživši tako Ašanti pristup Gvinejskom zalivu i obalnoj trgovini Atlantskog okeana sa Evropljanima, posebno Holanđanima.
Danas, Kraljevina Ašanti opstaje kao ustavno zaštićena, podnacionalna protodržava i tradicionalna država u zajednici sa Republikom Ganom. Sadašnji kralj Kraljevstva Ašanti je Otumfuo Osei Tutu II Asantehene. Kraljevstvo Ašanti je dom jezera Bosumtvi, jedinog prirodnog jezera Gane. Trenutni ekonomski prihod države uglavnom se ostvaruje iz trgovine zlatnim šipkama, kakao zrnima, kola orasima i poljoprivredom. Šuma je ekstenzivno krčena radi uzgoja topioke, kukuruza i jama.

## Istorija

### Osnivanje
Ašantska politička organizacija je u početku bila fokusirana na klanove na čelu sa vrhovnim poglavarom ili Amanhenom. Jedan posebni klan, Ojoko, nastanio se u subtropskoj šumskoj regiji Ašanti, osnovajući centar u Kumasi. Ašanti su postali vazali jedne druge Akanske države, Denkjira, ali sredinom 17. veka Ojoko pod vođom Oti Akentenom je počeo da konsoliduje Ašantske klanove u labavu konfederaciju protiv Denkjira.
Uvođenje Zlatne stolice (Sika dwa) bilo je sredstvo centralizacije pod Osei Tutuom. Prema legendi, sastanak svih poglavara klanova svakog od ašantskih naselja sazvan je neposredno pre proglašenja nezavisnosti od Denkjira. Tokom ovog susreta Zlatna stolica je „poslata s neba” po zapovesti Okomfa Anokje, glavnog sveštenika ili mudrog savetnika Asantehene Osei Tutu I i „spustila se s neba u krilo” Osei Tutu I. Okomfo Anokje je proglasio stolicu simbolom nova Ašantske unije (kraljevstva Ašanti), i učesnici susreta su odali odanost stolici i Osei Tutu. Novoproglašena Ašantska unija je kasnije vodila rat i porazila Denkjiru. Stolica ostaje sveta za Ašanti, jer se veruje da sadrži Sunsum - duh ili dušu ašantskog naroda.

## Literatura
- Davidson, Basil, African Civilization Revisited., Africa World Press, 1991,  9780865431232
- Collins, Robert O.; Burns, James M. (2007). A History of Sub-Saharan Africa. Cambridge University Press. ISBN 9780521867467.
- Edgerton, Robert B. (2010). The Fall of the Asante Empire: The Hundred-Year War For Africa's Gold Coast. Simon & Schuster. ISBN 9781451603736.
- Gocking, Roger (2005). The History of Ghana. Westport, Connecticut: Greenwood Press. ISBN 0-313-31894-8.
- Wilks, Ivor (1989). Asante in the Nineteenth Century: The Structure and Evolution of a Political Order. CUP Archive. ISBN 9780521379946. Приступљено 2020-12-29 — преко Books.google.com.
- Shillington, Kevin, 1995 (1989), History of Africa, New York: St. Martin's Press.
- Lloyd, Alan (1964). The Drums of Kumasi: the story of the Ashanti wars. London: Longmans. LCCN 65006132. OL 5937815M.
- Pescheux, Gérard (2003). Le royaume asante (Ghana): parenté, pouvoir, histoire, XVIIe–XXe siècles. Paris: KARTHALA Editions. стр. 582. ISBN 2-84586-422-1.
- Gadzekpo, Seth K. (2005). History of Ghana: Since Pre-history. Excellent Pub. and Print. ISBN 9988070810. Приступљено 2020-12-27 — преко Books.google.com.
- McCaskie, T. C. (2003). State and Society in Pre-colonial Asante. Cambridge University Press. ISBN 9780521894326.
- Vansina, Jan (1962). „A Comparison of African Kingdoms”. Africa: Journal of the International African Institute. 32 (4): 324—335. JSTOR 1157437. S2CID 143572050. doi:10.2307/1157437.
- Emmanuel Akyeampong, Pashington Obeng: Spirituality, Gender, and Power in Asante History. In: The International Journal of African Historical Studies. 28 (3), 1995, S. 481–508.
- Eisenstadt, Shmuel Noah.; Abitbol, Michael; Chazan, Naomi (1988). The Early State in African Perspective: Culture, Power, and Division of Labor. Brill. ISBN 9004083553.
- Wilks, Ivor (1966). „Aspects of Bureaucratization in Ashanti in the Nineteenth Century”. The Journal of African History. 7 (2): 215—232. JSTOR 179951. S2CID 159872590. doi:10.1017/S0021853700006289.
- Margaret Priestley: The Ashanti question and the British: eighteenth-century origins. In: Journal of African History. 2 (1), 1961, S. 35–59.
- Obeng, J.Pashington (1996). Asante Catholicism; Religious and Cultural Reproduction among the Akan of Ghana (на језику: енглески). 1. Brill. ISBN 978-90-04-10631-4.
- William Tordoff: The Ashanti Confederacy. In: Journal of African History. 3 (3), 1962, S. 399–417.
- John K. Fynn: The reign and times of Kusi Obodum 1750-64. In: Transactions of the Historical Society of Ghana. 8, 1965, S. 24–32.
- Frank K. Adams (2010). Odwira and the Gospel: A Study of the Asante Odwira Festival and Its Significance for Christianity in Ghana. OCMS. ISBN 9781870345590.
- Vandervort, Bruce (2015). Wars Of Imperial Conquest. Routledge. стр. 85—86. ISBN 978-1-13-422374-9.
- Dalrymple-Smith, Angus E. (2019). Commercial Transitions and Abolition in West Africa 1630–1860. Brill. ISBN 9789004417120.
- Wilks, Ivor (1992). „On Mentally Mapping Greater Asante: A Study of Time and Motion”. The Journal of African History. 33 (2): 175—190. JSTOR 182997. S2CID 161405742. doi:10.1017/S0021853700032199.
- Charney, Michael (2016). „Before and after the wheel: Precolonial and colonial states and transportation in West Africa and mainland Southeast Asia”. HumaNetten. 37 (37): 9—38. S2CID 130389976. doi:10.15626/hn.20163702.
- Blanton, Richard; Fargher, Lane (2008). Collective Action in the Formation of Pre-Modern States. Springer Science+Business Media. стр. 140. ISBN 9780387738765. ISSN 1567-8040.
- Thornton, John Kelly (1999). Warfare in Atlantic Africa, 1500-1800. Routledge. стр. 73. ISBN 9781135365844.

## Spoljašnje veze
Koordinate: 5°27′ 0°58′W / 5.450° SGŠ; 0.967° ZGD